# Derviş Eroğlu
Derviş Eroğlu (ur. 1938 w Famaguście) – cypryjski polityk pochodzenia tureckiego, premier Cypru Północnego w latach 1985–1994, 1996-2004 oraz od 5 maja 2009 do 23 kwietnia 2010. Prezydent Cypru Północnego od 23 kwietnia 2010 do 30 kwietnia 2015. Były lider Partii Jedności Narodowej (UBP, Ulusal Birlik Partisi).

## Życiorys
Derviş Eroğlu urodził się w Famaguście w 1938, gdzie uczęszczał do szkoły podstawowej i średniej. W 1963 ukończył medycynę na Uniwersytecie Stambulskim. Po studiach pracował jako lekarz w rodzinnej Famaguście. Specjalizował się w dziedzinie urologii w szpitalu w Ankarze, po czym w latach 1976–1982 pracował jako urolog w szpitalu w Famaguście.
W 1976 Eroğlu wszedł w skład Zgromadzenia Republiki (parlamentu Tureckiej Republiki Cypru Północnego). Od 1976 do 1977 pełnił funkcję ministra edukacji, kultury, młodzieży i sportu. Od 1972 do 1982 był dyrektorem Tureckiego Banku Współpracy w Famaguście. W latach 1977–1983 stał na czele prawicowej Partii Jedności Narodowej (UBP) w tym mieście.
18 grudnia 1983 został mianowany liderem UBP. Od 19 lipca 1985 do 1 stycznia 1994 zajmował stanowisko premiera Tureckiej Republiki Cypru Północnego. Od 1994 do 1996 był liderem opozycji. Następnie od 16 sierpnia 1996 do 13 stycznia 2004 raz jeszcze zajmował stanowisko szefa rządu. W wyborach parlamentarnych w grudniu 2003 Partia Jedności Narodowej przegrała z Turecką Partią Republikańską Mehmeta Alego Talata, w rezultacie czego Eroğlu po raz drugi został liderem opozycji.
W wyborach parlamentarnych w lutym 2005 UBP ponownie przegrała z Turecką Partią Republikańską. Natomiast sam Derviş Eroğlu przegrał w wyborach prezydenckich w kwietniu 2005 z Mehmetem Alim Talatem, zdobywając tylko 22,7% głosów poparcia. W konsekwencji dwóch porażek wyborczych, 21 listopada 2005 zrezygnował ze stanowiska lidera Partia Jedności Narodowej. 29 listopada 2008 objął jednak ponownie funkcję lidera partii i opozycji.
W kwietniu 2009 Partia Jedności Narodowej wygrała wybory parlamentarne, co utorowało jej drogę do władzy. 1 maja 2009 prezydent Mehmet Ali Talat powierzył Dervişowi Eroğlu misję sformowania rządu. 5 maja 2009 Talat zaakceptował skład jego gabinetu.
18 kwietnia 2010 premier Eroğlu wygrał wybory prezydenckie w pierwszej turze głosowania, zdobywając 50,38% głosów poparcia i pokonując urzędującego prezydenta Talata. W czasie kampanii i po ogłoszeniu zwycięstwa zadeklarował wolę kontynuacji prowadzonych od 2008 rozmów negocjacyjnych ze stroną cypryjską, jednak jako rozwiązanie kwestii cypryjskiej widział powstanie dwóch państw uznawanych przez społeczność międzynarodową, co pozostawało w sprzeczności ze stanowiskiem Cypru. 23 kwietnia 2010 został zaprzysiężony na stanowisku prezydenta. Obowiązki szefa rządu przejął minister spraw zagranicznych Hüseyin Özgürgün.
9 maja 2010 na stanowisku lidera partii zastąpił go İrsen Küçük, następnego dnia prezydent desygnował Küçüka na urząd premiera republiki.
26 kwietnia 2015 przegrał w drugiej turze wyborów prezydenckich z Mustafą Akıncım.
Derviş Eroğlu jest żonaty, ma czworo dzieci.